# 54 Возничего
54 Возничего (лат. 54 Aurigae, HD 47395) — двойная звезда в созвездии Возничего на расстоянии (вычисленном из значения параллакса) приблизительно 843 световых лет (около 258 парсеков) от Солнца. Видимая звёздная величина звезды — +6,224m.

## Характеристики
Первый компонент — бело-голубой гигант спектрального класса B8 или B7III. Радиус — около 4,08 солнечных, светимость — около 315,49 солнечных. Эффективная температура — около 11083 К.
Второй компонент — HD 47395B. Видимая звёздная величина звезды — +7,8m. Удалён на 0,9 угловой секунды.